# Гійом Жерве
Гійо́м Жерве́ (фр. Guillaume Gervais) — професор фізичного факультету університету Макгілла.

## Коротка наукова біографія
- 2005-по сьогодні - професор-асистент (Assistant Professor), керівник «лабораторії низьких температур» (15 чоловік) університету Макгілла
- 2002-2004 пост-докторальний дослідник, Колумбія (разом з Принстоном)
- 2002 Др. філософії, Нордвестерн (Northwestern) ; 1997 магістр, Макмастер (McMaster) ; 1995 бакалавр, Шербрук (Sherbrooke)

1973 Університет Ранг-Суд (du Rang Sud), St-Tite (Qc).

### Наукові інтереси
Основна тема досліджень лабораторії наноелектроніки — пошуки та вивчення «квантових явищ на чипі». У лабораторії використовуються надзвичайно якісні взірці гетероструктур GaAs/AlGaAs, вирощених за допомогою останніх технологій з молекулярно- променевої епітаксії (Molecular Beam Epitaxy (MBE)), найкращих у світі. Останні гетероструктури потім досліджуються при гелієвих температурах (3He близько T=0). Тобто при температурах порядку ~8 mK, та в магнітних полях близько 16Т. Стартуючи з напівфабрикату, в лабораторії створюються готові структури для електронів та нанодірок в квантових рідинах використовуючи 
новітні технології характерні для «нанопроцесів». Тривають також пошуки нових квантових фаз матерії, котрі можуть виникнути в процесі використання наноінструментів та низьких температур з використанням ноу-хоу в галузі фудаментальної квантової фізики.

### Основне досягнення
Використовуючи гетероструктури розроблені в лабораторії, проводилися дослідження дробного ефекту Хола в надзвичайно сильних магнітних полях при гелієвих температурах всередині 2008 року. В процесі досліджень був виявлений новий стан матерії — трьохмірна електронна квазі-решітка.

### Нагороди
- 2005 — член товариства Альфреда Слоана (Alfred P. Sloan)
- 2004 — школяр CIAR, Квантові матеріали

## Дозвілля
Полюбляє гірський та дорожній байкінг, альпінізм, літературу, поезію, різноманітні мистецтва та подорожі навколо світу на 06 Yamaha R6.

## Дивись також
- Фізичний факультет університету Макгілл